# Crossotus arabicus
Crossotus arabicus là một loài bọ cánh cứng trong họ Cerambycidae.